# Saint-Léger (Lot-et-Garonne)
Saint-Léger é uma comuna francesa na região administrativa da Nova Aquitânia, no departamento Lot-et-Garonne. Estende-se por uma área de 5,89 km². Em 2010 a comuna tinha 132 habitantes (densidade: 22,4 hab./km²).